# تران إيفولوشن: باتل غيردز
تران إيفولوشن: باتل غيردز (بالإنجليزية: Tron Evolution: Battle Grids)‏ هي لعبة فيديو إلكترونية من نوع أكشن ومغامرات، صدرت لنظامي التشغيل نينتندو وي ونينتندو دي إس ، وهي من نشر ديزني إنترأكتيف ستوديوز.